# Madrano
Madrano (deutsch veraltet Maderein) ist eine Fraktion der Stadt Pergine Valsugana im Trentino, Der Ort liegt auf 550 m s.l.m., im Eingang des Valsugana etwa 5 km nördlich von Pergine. 
Beim Dorf liegen der gleichnamige See Lago di Madrano, der Lago di Canzolino und der als Biotop ausgewiesene Lago Pudro.

## Geschichte
Im Mittelalter gehörte Madrano zur Grafschaft Pergine, als im 19. Jahrhundert in ganz Tirol Gemeinden eingerichtet wurden, wurde auch die Gemeinde Madrano errichtet, die 1928 nach Pergine eingemeindet wurde.